# Berndt Hasselrot
Berndt Fridolf Engelbrecht Hasselrot, född den 23 mars 1862 på Sämsholm, Norra Säms socken, Älvsborgs län, död den 14 oktober 1930 på Gripsnäs, Kärnbo församling, Södermanlands län, var en svensk ämbetsman och politiker (konservativ). Han var Sveriges justitieminister 1914–1917.

## Biografi
Hasselrot avlade hovrättsexamen i Lund 1885 samt bedrev juridiska studier i Leipzig och Berlin. År 1888 blev han vice häradshövding, 1892 fiskal och 1894 assessor i Göta hovrätt, i Svea hovrätt 1896. Från oktober 1906 till 1913 var han justitieombudsman, justitieminister mellan 17 februari 1914 och 30 mars 1917 samt  president i Skånska hovrätten 1913–1929.
Som justitieombudsman förvärvade Hasselrot ett stadgat rykte som den svenska folkfrihetens försvarare mot byråkratiska tendenser hos ämbetsmannakåren och utgav i en rad förtjänstfulla Ämbetsberättelser 1907–1913 uppslag till en rad lagförändringar. Vid sidan av sin ämbetsmannabana framträdde Hasselrot som en av Sveriges mest produktiva juridiska författare med en rad praktiskt värdefulla om än till formen något diffusa och till innehållet splittrade arbeten. Bland dessa märks Handelsbalken...jämte anmärkningar...och prejudikat (11 band, 1893–1908, 2:a upplagan 1910–1911), Juridik och politik (3 band, 1920–1921), Juridiska skrifter (10 band jämte 2 supplement med tillägg 1921–1924). Till sin politiska uppfattning var Hasselrot moderat, och sökte 1920 förgäves skapa ett nytt politiskt mellanparti med skriften Centerns syften (1920).
Berndt Hasselrot var son till Carl Hasselrot, halvbror till Carl Birger, Mathias och Bror Hasselrot, helbror till Pehr och Carl-Axel Hasselrot, far till Stig och Bengt Hasselrot samt svärfar till Ivar af Sillén. Han var gift med Gunnel Hasselrot och ägde Ro gård i Uppland. Genom sitt giftermål blev han en stor intressent i svenska tändsticksindustrin även ordförande i Svenska Tändsticks AB, och andra bolag. Berndt Hasselrot satt bland annat i styrelsen för Jönköpings och Vulcans tändsticksfabrik AB och Katrinefors AB. Han är begravd på Mariefreds kyrkogård. I Statens porträttsamling på Gripsholms slott finns en bröstbild i gipsrelief utförd av skulptören Sven Anderson (1846–1920).

## Utmärkelser
- Kommendör med stora korset av Nordstjärneorden, 5 juni 1915.[8]
- Kommendör av första klassen av Nordstjärneorden, 6 juni 1910.[9]

## Bildgalleri

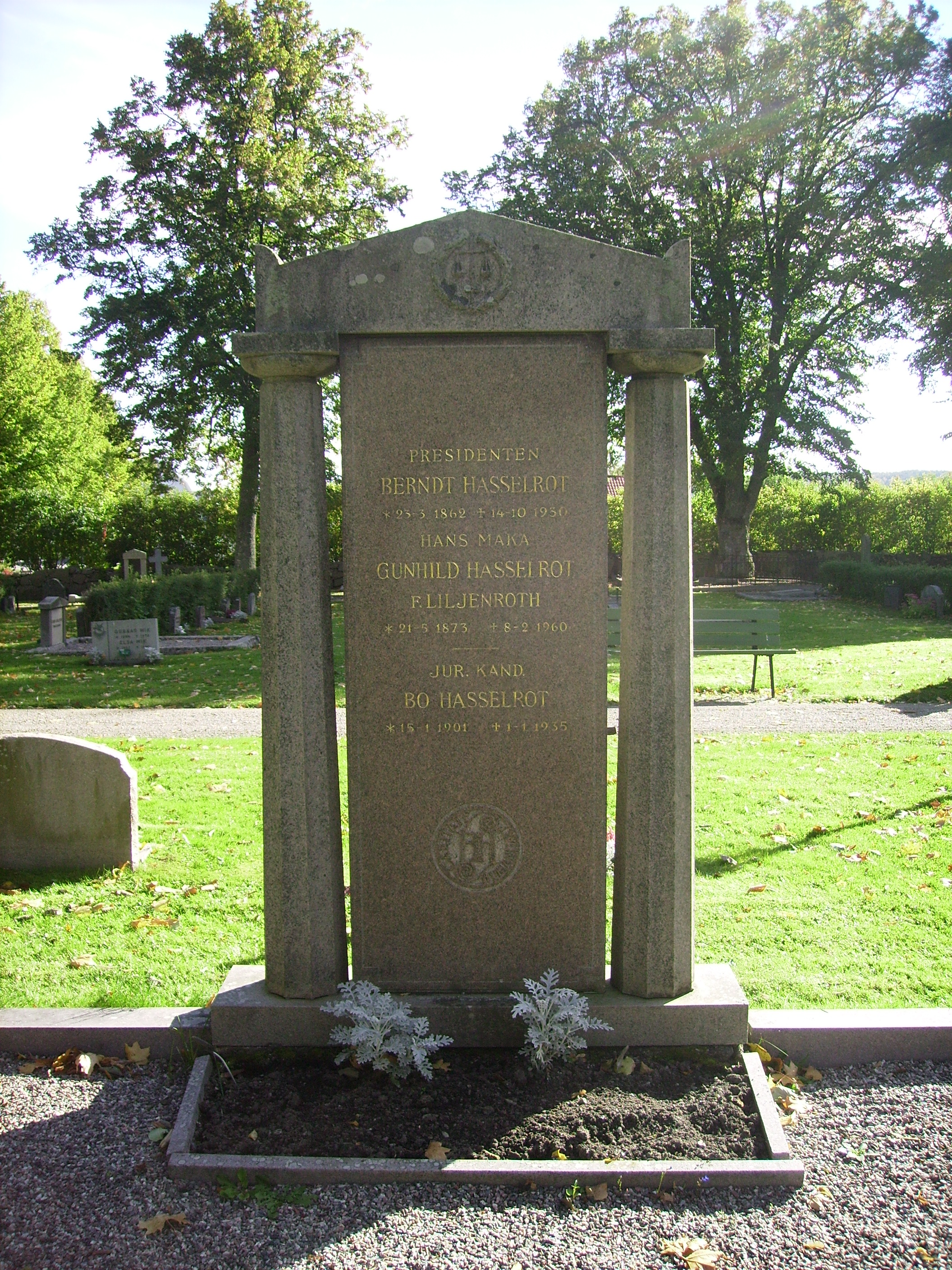
Berndt Hasselrots gravvård på Mariefreds kyrkogård
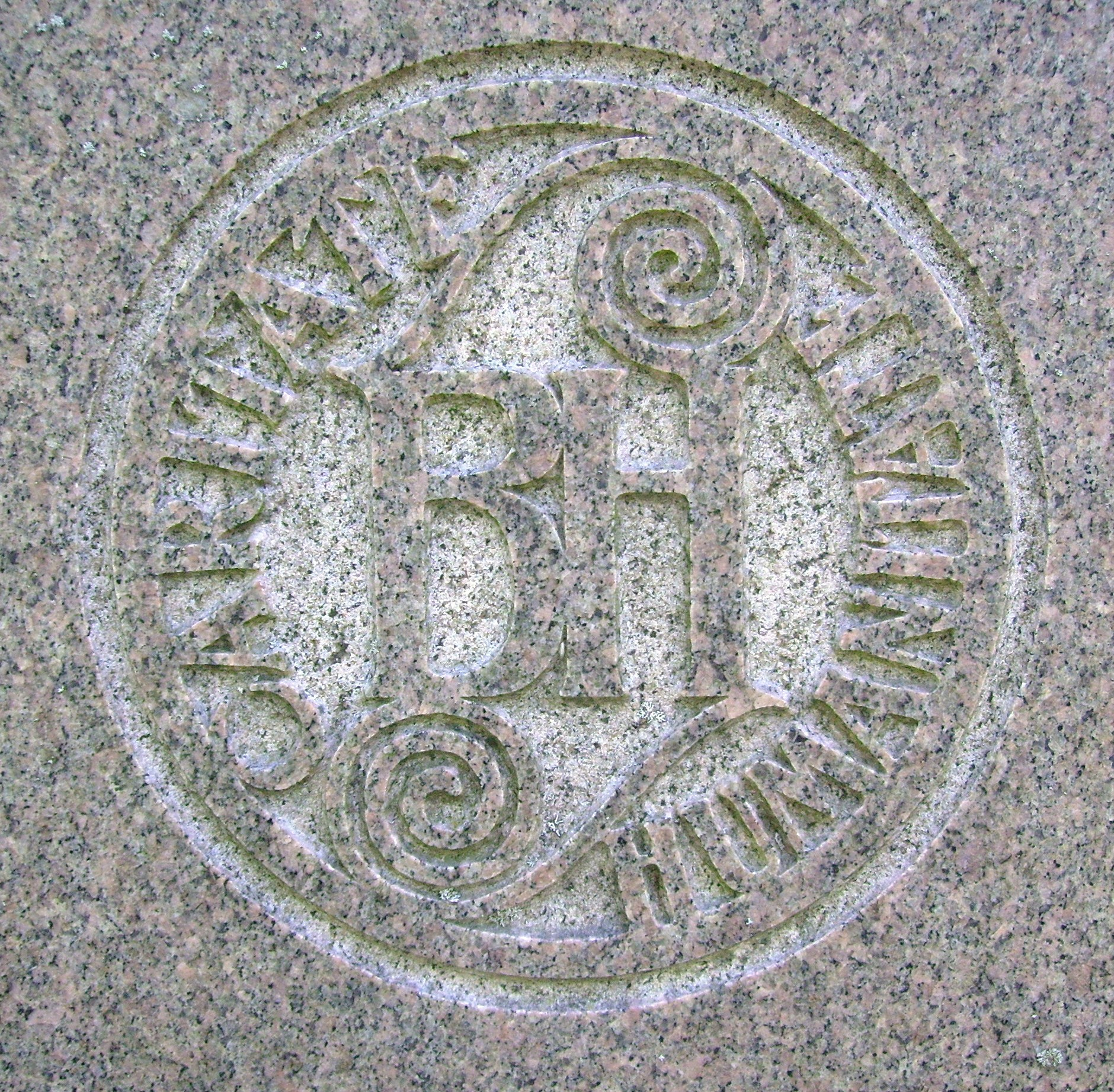
Berndt Hasselrots initialer på vården